# Aiaó
Aiaó (em castelhano: Ayaó) é uma orixá do panteão Lucumi/Santeria.
Ela é o orixá do ar. Acredita-se que resida na floresta e no olho do tornado. Ela trabalha próximo a Oçânhim e é uma feroz guerreira. Aiaó tem entre os adereços uma arco e flecha com uma serpente, uma pena e nove pedras. Ela aparece em geral ao lado da irmã, Oiá ou na abóboda; as cores são marrom e verde.
Pensava-se que o culto a Aiaó tivesse se perdido entre os sectários. Mas um crescente número de iniciados recebem-na durante as possessões. Alguns indivíduos retiram o arco e flecha da coroa de Oiá e colocam no receptáulo de Aiaó.(representa-se também em outros cultos os nove eguns que Oiá espanta durante o run ou xirê)